# Gerstner Adrienne
Gerstner Adrienne (Budapest, 1954. február 13.) magyar vágó.

## Élete
Érettségi után 1972-ben a Közművelődési Főszerkesztőség Delta című műsorához került vágóasszisztensnek. 1975-ben nevezték ki vágónak. 2006-ig a Delta hetenként jelentkező tudományos magazin vágója volt, több mint 1600 adásban. Egyéb műsorokhoz is gyakran kérték alkotótársnak. A Színház- és Filmművészeti Főiskola vágó szakán végzett 1984-ben.
Valamennyi műfajban dolgozott, többek között például: „A szív utca” című dokumentumfilm, mely a Magyar Filmszemlén díjat nyert. Három éven át volt állandó vágója a „Zöldkalap” című állatokról gyerekeknek szóló sorozatnak. A „Nemzeti Park lehetne” című sorozat két részét nemcsak vágta, hanem rendezte is. 
2007-ben az „Ablak” című műsor újraindult, melynek állandó vágója volt.
Többszörös nívódíjas vágó.
Férje Majerszky Béla gyártásvezető volt.

## Televíziós munkáiból
- Delta – tudományos magazin
- Delta plusz – 2 hetente jelentkező tudományos magazin
- Magyar tájak – ismeretterjesztő filmsorozat (1973-1991) rend: Lengyel Gyula, Rockenbauer Pál, Orbán Ágnes
- Szilárd test fizika – (1974) rend.: Endrődi Sándor
- Boldizsár Iván – portré (1977) rend.: Czigány Tamás
- Szabó Magda portré – (1978) rend.: Kovács László
- Szív utca – (1991) rend.: Csillag Ádám
- Petőfi Sándor élete – (1996) rend.: Szász János
- Nemzeti Park lehetne – sorozat (1996-1997) szerk.: Juhász Árpád
- Börtönfilm – (2000) rend.: Sáringer Károly
- Kávéház –11 részes dramatikus sorozat (2001) rend.: Valló Péter
- Zöldkalap – sorozat rend.: ifj. Kollányi Ágoston
- Itthon – rend.: B. Révész László
- Ablak
- Szent Imre nyomában – dokumentumfilm (2007) szerk.: Csikós Szilvia

## Díjak, kitüntetések
- Kiváló Munkáért (1978, 1986)
- Nívódíjak (1974, 1977, 1978, 1986, 1988, 2004)
- „A szív utca” című dokumentumfilm díjat nyert a Magyar Filmszemlén